# Amalophyllon rupestre
Amalophyllon rupestre är en tvåhjärtbladig växtart som beskrevs av Townshend Stith Brandegee. Amalophyllon rupestre ingår i släktet Amalophyllon och familjen Gesneriaceae. Inga underarter finns listade i Catalogue of Life.